# Vía Roma
La Vía Roma es una calle situada en la ciudad de Palma de Mallorca, capital de las Islas Baleares, en España. Se extiende desde las Avenidas hasta el inicio de  La Rambla. Entre 1938 y 1980 esta última era también denominada como Vía Roma. No es una vía muy extensa, tiene una longitud total de 200 metros.

## Historia
Tras la desviación del torrente de la Riera del centro de la ciudad en el siglo XVII pasó a formar parte de la Rambla de Palma, que se extiende hasta el Teatro Principal. 
En 1938, la Rambla fue rebautizada como Vía Roma, en honor a Mussolini y a la labor de las tropas fascistas italianas durante la guerra civil española. Para conmemorar este hecho se colocaron dos estatuas de Águilas romanas en el inicio de la Rambla, que todavía se conservan allí. En la década de 1980 el ayuntamiento de Palma decidió recuperar el topónimo tradicional, aunque conservó el nombre de Vía Roma para un tramo de la calle.

## Edificios destacables
- Clínica Rotger
- Colegio Notarial de Baleares
- Capilla de la Misericordia